# Phraortes
Frawartiš bzw. Phraortes (altpersisch Fravartiš, medisch Frawartiš, elamisch Pirumartiš, babylonisch Parumartiš) wurde in der bisherigen Forschung als König der Meder geführt, der angeblich von 675 v. Chr. bis 653 v. Chr. regiert haben soll. Auf Grund neuerer Untersuchungen werden die Belege von Herodot als nicht historisch korrekte Konstruktion abgelehnt.

## Herodot
In Herodots Historien wurde Phraortes als Sohn des Kyaxares I. genannt, der kurz nach seiner Thronbesteigung in Ekbatana erfolgreich gegen die Perser zu Felde zog, die zu jener Zeit im nordwestlichen Iran gesiedelt haben sollen. Die Perser schienen nach Herodots Aussagen anschließend eine privilegierte Stellung im medischen Reich genossen zu haben. Herodot begründete dies mit der Aussage: Mit diesen beiden mächtigen Volksstämmen, Meder und Perser, unterjochte er (Phraortes) dann ganz Asien.
Phraortes starb nach Herodot beim Angriff auf Assyrien, als er die entscheidende Schlacht gegen die Skythen, die mit den Assyrern verbündet waren, verlor. Nach dieser Niederlage soll Medien für 28 Jahre unter skythische Herrschaft gefallen sein. Bisher finden sich für die Angaben von Herodot, wonach Phraortes 22 Jahre regiert haben soll, keine keilschriftlichen Bestätigungen. Sein Sohn, Kyaxares II. beendete die Skythenherrschaft.

## Bisherige Gleichsetzung
Phraortes wurde bislang mit dem in assyrisch genannten Quellen Kaštarita identifiziert. Der assyrische Ausdruck Kaštarita beschreibt aber nur den altpersischen Begriff Xšatarita, der aus dem Kosename Xšatra gebildet wurde und der griechischen Übersetzung Kyaxares entspricht. Xšatarita stellt keinen Namen dar, sondern ist die gebräuchliche Bezeichnung für Herrscher/Gebietsherrscher. Da sich der Name Phraortes von Frawartiš ableitet, wird nun von der Gleichsetzung von Kaštarita, des Stadtfürsten von Kar Kiššu, Abstand genommen.
Asarhaddon erwähnte im Jahr 674 v. Chr. im Zusammenhang einer durchgeführten Omenschau eine andere Person gleichen Namens. Hintergrund der Befragung war die Angst Asarhaddons vor einer zukünftigen Gefahr für Assyrien, die von einem Kaštarita ausgehen könnte. Eine Identifizierung mit dem genannten Kaštarita in der Omenschau ist zwar möglich, setzt aber voraus, dass der erwähnte „Herrscher“ den Namen Frawartisch trug.